# Ohausiella andina
Ohausiella andina är en insektsart som beskrevs av Schmidt 1910. Ohausiella andina ingår i släktet Ohausiella och familjen Caliscelidae. Inga underarter finns listade i Catalogue of Life.